# Mathis (Texas)
Mathis ist eine Stadt im San Patricio County im US-Bundesstaat Texas in den Vereinigten Staaten. Das U.S. Census Bureau hat bei der Volkszählung 2020 eine Einwohnerzahl von 4.333 ermittelt.

## Geographie
Die Stadt im Südosten von Texas an der Farm Road 359, nahe dem Interstate 37 im Westen des Countys, ist im Südosten etwa 80 Kilometer vom Golf von Mexiko entfernt und hat eine Gesamtfläche von 5,1 km². Im Westen grenzt der Ort an den Stausee Lake Corpus Christi, der durch Aufstauen des Nueces River entstanden ist und der Trinkwasserversorgung der Stadt Corpus Christi dient, aber auch eine beliebte Freizeitregion ist.

## Geschichte
Der Ort wurde 1887 von Thomas H. Mathis gegründet und nach ihm benannt, als die San Antonio and Aransas Pass Railway ihre Gleise durch das County verlegte.

## Demografische Daten
Nach der Volkszählung im Jahr 2000 lebten hier 5.034 Menschen in 1.502 Haushalten und 1.203 Familien. Die Bevölkerungsdichte betrug 976,7 Einwohner pro km2. Ethnisch betrachtet setzte sich die Bevölkerung zusammen aus 53,83 % weißer Bevölkerung, 1,63 % Afroamerikanern, 0,91 % amerikanischen Ureinwohnern, 0,42 % Asiaten, 0,10 % Bewohnern aus dem pazifischen Inselraum und 40,09 % aus anderen ethnischen Gruppen. Etwa 3,02 % waren gemischter Abstammung und 90,50 % der Bevölkerung waren spanischer oder lateinamerikanischer Abstammung.
Von den 1.502 Haushalten hatten 43,7 % Kinder unter 18 Jahre, die im Haushalt lebten. 52,6 % davon waren verheiratete, zusammenlebende Paare. 21,5 % waren allein erziehende Mütter und 19,9 % waren keine Familien. 17,8 % aller Haushalte waren Singlehaushalte und in 9,8 % lebten Menschen, die 65 Jahre oder älter waren. Die Durchschnittshaushaltsgröße betrug 3,31 und die durchschnittliche Größe einer Familie belief sich auf 3,77 Personen.
34,7 % der Bevölkerung waren unter 18 Jahre alt, 9,6 % von 18 bis 24, 25,8 % von 25 bis 44, 17,4 % von 45 bis 64, und 12,5 % die 65 Jahre oder älter waren. Das Durchschnittsalter war 30 Jahre. Auf 100 weibliche Personen aller Altersgruppen kamen 94,5 männliche Personen. Auf 100 Frauen im Alter von 18 Jahren und darüber kamen 91,6 Männer.

Das jährliche Durchschnittseinkommen eines Haushalts betrug 20.015 USD, das Durchschnittseinkommen einer Familie 23.793 USD. Männer hatten ein Durchschnittseinkommen von 25.945 USD gegenüber den Frauen mit 18.458 USD. Das Prokopfeinkommen betrug 8.516 USD. 38,2 % der Bevölkerung und 31,4 % der Familien lebten unterhalb der Armutsgrenze. Davon waren 49,3 % Kinder und Jugendliche unter 18 Jahren und 30,0 % waren 65 oder älter.